# 파슨

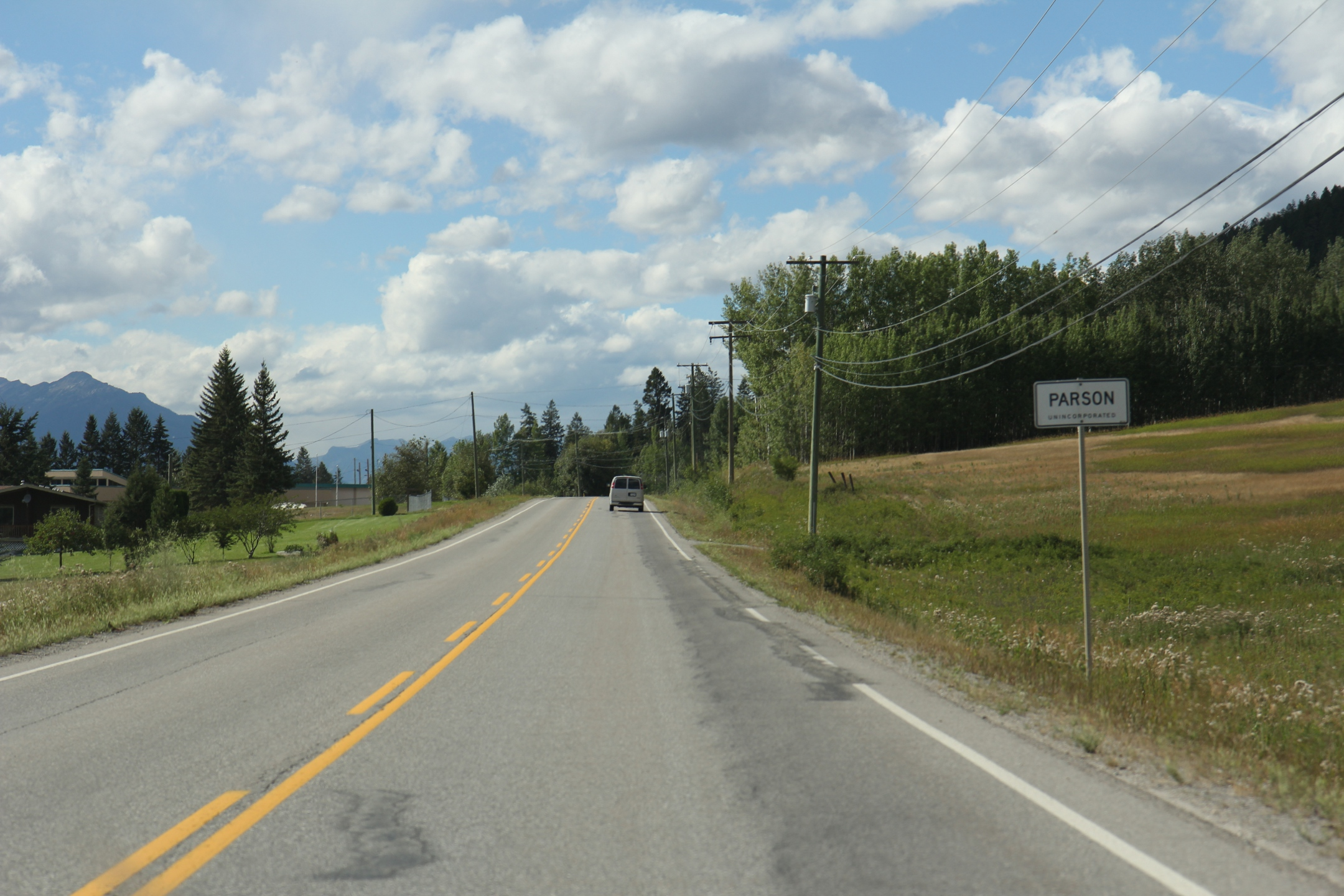
파슨에 진입하고 있는 브리티시컬럼비아주도 제95호선.

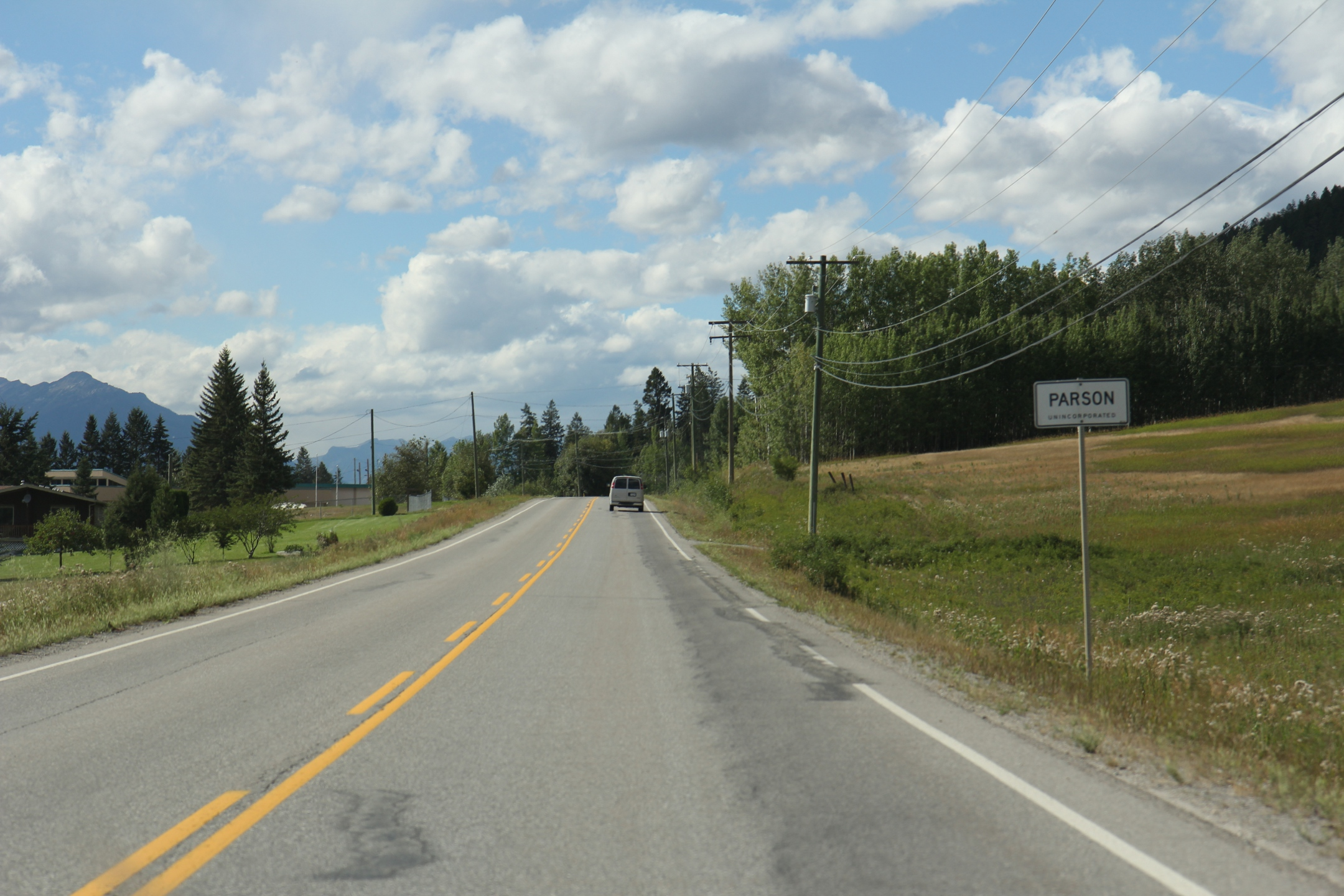
브리티시컬럼비아주도 제95호선을 따라 종주하고 있는 파슨의 몇몇 건축물들을 북서부로 향하고 있는 상태이다.

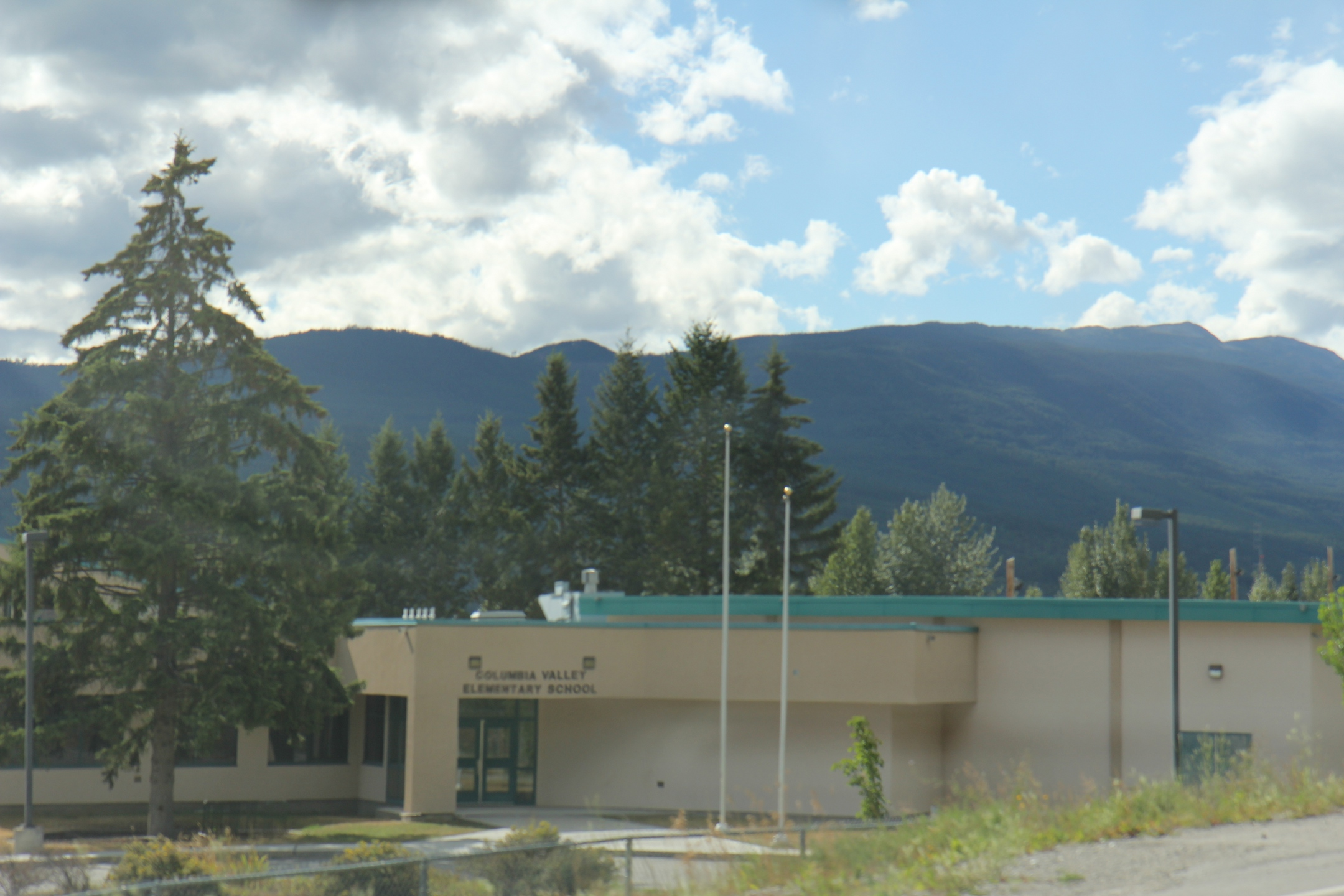
브리티시컬럼비아주 파슨의 컬럼비아밸리 초등학교 전경

파슨(영어: Parson)은 캐나다 브리티시컬럼비아주 컬럼비아슈스와프 지역에 위치한 비법인지구이다. 그래서 컬럼비아강의 상단부 따라 위치하고 있는 곳이다. 또한 브리티시컬럼비아주도 제95호선을 관통하고 있는 곳으로도 유명하다.